# Microsoft Lumia 650
O Microsoft Lumia 650 é um telemóvel de gama média da Microsoft Mobile, equipado com o sistema operativo Windows Mobile 10, e é o último da série de telemóveis Microsoft Lumia a ser lançado em fevereiro de 2016.